# Selényi Pál
Selényi Pál, 1899-ig Schlesinger Pál (Dunaadony, 1884. november 17. – Budapest, 1954. március 21.) a magyar kísérleti fizika egyik legnagyobb, legsokoldalúbb kutatója. Számos területen ért el kiemelkedő eredményeket. Találmányai, szabadalmai nemzetközi jelentőségűek. A fénymérés és a képátvitel tudósa.
Módos kereskedőcsaládba született Schlesinger Mór és Deutsch Rozina fiaként. A fővárosba költözésük után elszegényednek, és a jó képességű gyerekek tanítványok vállalása mellett tudták csak iskoláikat elvégezni. Pál a Barcsay Gimnáziumban kitűnő minősítéssel érettségizett. A budapesti Kir. M. Tudományegyetem Bölcsészeti Karának matematika-fizika szakán 1907-ben tanári oklevelet kapott. Ez után, egészen 1918-ig a II. számú fizikai intézetben dolgozott, mint Klupathy Jenő tanársegédje. 1910-ben summa cum laude minősítéssel doktorált.

## Tudományos tevékenysége
Tudományos munkássága a fénytannal kezdődik. 1911-ben került sor máig leghíresebb és a róla elnevezett nagyszögű interferencia kísérletére, amellyel nemzetközi elismertségre tesz szert. A kísérlet előzményei egészen Einstein ezzel kapcsolatos munkájáig, illetve Heinrich Hertz rádióhullám kísérletéig vezethetők vissza. Otto Weiner 1890-ben megállapította, hogy a fény  elektromágneses hullám és sikerült is nagyszögű interferencia képet regisztrálnia. Einstein szerint a fényforrás egyes atomjai tűszerű, kis hullámokban, kis térszögbe, irányítottan bocsátják ki a fényt és egy-egy hullámvonulat együtt terjed, majd elnyelődik. Ezzel szemben Selényi a kísérlet lényegét úgy foglalta össze: "a fényforrások elemi sugárzása  pontosan úgy viselkedik, mint egy Hertz dipólusból kiinduló, minden irányban koherens gömbhullám..." Einstein tűsugárzás elmélete tehát nem tartható, a fénysugarak elektromágneses gömbhullámok, és minden irányban, tehát nagy térszög esetén is interferenciaképesek. Tudományos eredményeinek köszönhetően két évig állami ösztöndíjjal Berlinben, majd Göttingenben dolgozhat, de az első világháború kitörése katonai szolgálatra kötelezi. Leszerelése után rövid időre visszatér az egyetemre, majd a Posta Kísérleti Állomáson helyezkedett el.
A Tanácsköztársaság idején, Eötvös Loránd halála után, mint legalkalmasabbat megbízzák a kísérleti fizika előadására. A rövid egyetemi pályafutásáért nagy árat kell fizetnie. Nem lehet állami alkalmazott, Magyarországon nem publikálhat, a Matematikai és Physikai Társulat is kizárja tagjai közül, majd magánvállalathoz, az Erdélyi és Szabó laboratóriumi felszerelés és precíziós mérleget gyártó céghez került.
Amikor Pfeifer Ignác 1921-ben megszervezte az Egyesült Izzó kutatólaboratóriumát, Selényit elsőként vette oda.  A következő két évtized az alkotás végtelen lehetőségeinek korszaka lesz. Bay Zoltán a Kutató tudósa, később Pfeifer után igazgatója így nyilatkozott: "Két kiváló tudós, ötletgazdag ember dolgozott itt. Bródy Imre, és Selényi Pál". Selényi sok területen eredményes munkát végzett, legfontosabb az objektív fénymérés terén kifejtett munkássága. A nemzetközi piaci verseny alapvető kérdésévé vált, melyik termék tud több fényt szolgáltatni. A feladatot fotocellák és fényelemek felhasználásával lehetett megoldani. Az első fotocellák az 1920-as évek elején készültek. Nagy hibájuk, a vörös fényre való teljes érzéketlenség. Selényi és munkatársai kutatásai alapján az Egyesült Izzó először hozott forgalomba vörösre érzékeny fotocellákat, majd külön áramforrás nélküli megvilágításmérőt. Az Izzó objektív fénymérési rendszerét a versenytársak azonnal megvásárolták. Melléktermékként a fényképészek számára elkészült az expozíciós időre kalibrált fénymérő. Módszert dolgozott ki a lezárt lámpa vákuumfokának meghatározására, tórium kimutatása a kész lámpa izzószálában; izzólámpák tartós égetésére szolgáló berendezés.
Selényi (a "xerográfia atyja") legjelentősebb ipari fizikai felfedezése a fénymásolás, a xerográfia volt. Ennek jelentőségét felismerte, sokat írt róla, itthon és külföldön is. Képrögzítési kísérletei azt bizonyították, hogy egy alkalmas szigetelőn (láthatatlan) töltéskép hozható létre, és ez a kép beporzással megjeleníthető. E munkának három alkalmazására is rámutatott: katódsugárcső ernyőjén kialakult kép rögzítése; képmásolás; képátvitel, ami a xerográfia őse. Aschner Lipót meghívta a világ legjobb szakértőjének tartott, éppen Európában tartózkodó Vladimir Kuzmics Zworykint, a televízió egyik feltalálóját, és szakvéleményt kért. Az elutasító vélemény után a gyártáshoz szükséges tőkét nem sikerült megszereznie. A xerográfia feltalálója Chester F. Carlson elismerte, hogy Selényi publikációi adták az alapot munkájához.

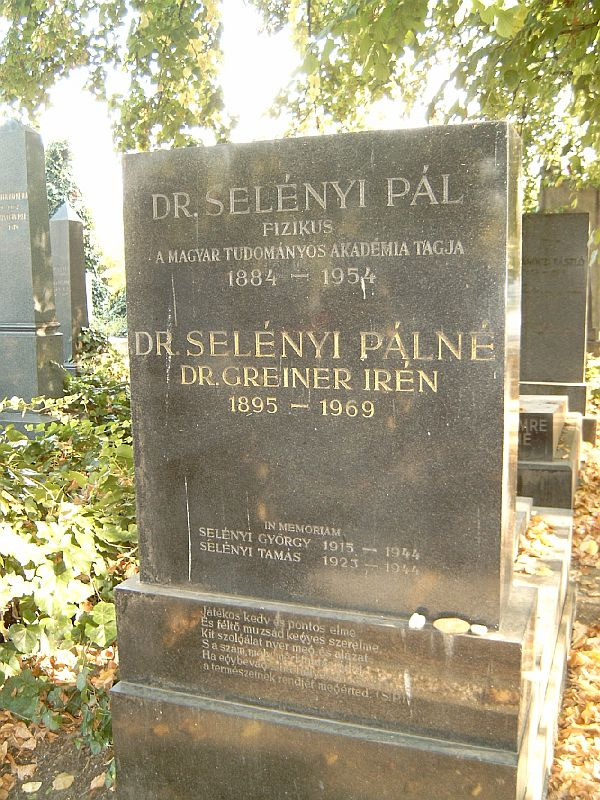
Selényi Pál sírja Budapesten. Kozma utcai izraelita temető: 5B-6-1.

Élete a második világháború kitörése után – származása miatt – ellehetetlenült. Kényszernyugdíjazták, de Székely Miklós cégénél újra dolgozni kezdett, megalapozva a hazai egyenirányító-gyártást. Miután Székely a háborúban elhunyt, cégét pedig államosították, ott ő indította újra a termelést és a vállalatnál maradt 1949-ig. Egyetemi magántanárként az egyetemen is taníthatott végre.

## Magánélete
1899-ben a polgári pályára készülő ifjú az adonyi Schlesinger család több tagjának évekkel korábbi példáját követve a nevét Selényire magyarosítja.
Első feleségével, Rosenberg Jankával 1912-ben köt házasságot. Ebből a házasságból születik egyetlen fia, Selényi György.
Miután megözvegyül, 1921-ben feleségül veszi a szintén özvegy Pollák Rozáliát.
1936-ban, immár másodszor is megözvegyülve, harmadszor is házasságot köt, ezúttal dr. Greiner Irén (1895-1969) gyermekorvossal.
A kegyetlen háborús helyzetben elveszíti a fiát és a nevelt fiát (Selényi Tamást), majd a munkaszolgálatos körülmények között szerzett betegségéből élete végéig nem tud kigyógyulni. Budapesten, a Szabolcs utcai Állami Kórházban hal meg 1954-ben.

## Művei
- Pál Selényi gesammelte Arbeiten. Akadémiai Kiadó, Budapest, 1969

## Díjai, elismerései
- 1949 MTA levelező tagja
- 1952 Kossuth-díj
- Az Eötvös Loránd Fizikai Társulat Selényi Pál-díjat alapított tiszteletére 1964-ben.